# Mikołaj Skrzetuski
Mikołaj Skrzetuski herbu Jastrzębiec (ur. ok. 1610, zm. 1673) – szlachcic wielkopolski, pułkownik, pierwowzór Jana Skrzetuskiego, bohatera Ogniem i mieczem Henryka Sienkiewicza. Był żołnierzem-zagończykiem, wsławił się w walkach, ale popadał w konflikt z prawem. Zapisał się w historii wydostaniem się z oblężonego Zbaraża i dostarczeniem listu królowi Janowi Kazimierzowi.

## Krótki rys biograficzny
Skrzetuski pochodził z ubogiej rodziny szlacheckiej z Rożnowa koło Poznania, pieczętującej się herbem Jastrzębiec. Był synem Jana i Katarzyny ze Szczutowskich . Po śmierci Jana wdowa po nim wyszła za szlachcica Mikołaja Kłodzyńskiego.
Mikołaj Skrzetuski po ojcu odziedziczył część wsi Rożnowo pod Obornikami, oddał go jednak siostrze, Mariannie Poniatowskiej i jako ubogi szlachcic zaciągnął się wraz z krewnymi w szeregi wojska na Ukrainie . Pierwsza wzmianka o Skrzetuskim, datowana na 30 listopada 1634 roku, pochodzi z lwowskich akt grodzkich. Wzmianka ta pozwala przypuszczać, że zaciągnął się do wojska za pośrednictwem krewnych z województwa bełskiego. Jego krewni mieszkali w okolicach Bełza, niewielkiej miejscowości między Lwowem a Zamościem. Ruś Czerwona stała się jego drugą ojczyzną. W przeszłości miał znajdować schronienie zarówno w Dołhobyczowie, jak i u siostry w Poznańskiem.
Prowadził wędrowny tryb życia, uczestniczył w wojnach, wolne chwile spędzał u siostry w Wielkopolsce, bądź u krewnych w okolicach Bełza. Po śmierci został pochowany w kościele karmelitów bosych w Poznaniu. Przypuszcza się, że zmarł przed 24 października 1673 roku, ponieważ tego dnia wniesiono do grodu poznańskiego testament Skrzetuskiego (sporządzony przezeń w 1671 roku).

## Kariera wojskowa
Po wybuchu powstania Chmielnickiego służył w chorągwi pancernej pod komendą rotmistrza Marka Gdeszyńskiego, którego był prawą ręką. W 1649 roku brał udział w obronie Zbaraża. Już po kilkunastu dniach obrońcom zaczęło brakować jedzenia i wody pitnej (Kozacy wrzucali do wody zwłoki poległych). Obrońcy nie mieli złudzeń co do możliwości długiej obrony i dlatego postanowili poinformować króla o swoim położeniu i prosić o pomoc. Wysłano kilka osób, które miały dostarczyć królowi listy pisane po francusku i zaszyte w ubraniach. Zostały one schwytane, jedna z nich została ścięta, drugiej wyłupiono oczy i poobcinano ręce. Pomimo tego Skrzetuski zgłosił się na ochotnika i w przebraniu chłopa wydostał się z oblężonego Zbaraża. Nieznana jest data opuszczenia obozu, jak również trasa, jaką przebył. Skrzetuski musiał przebyć około 46 kilometrów zanim dostał się do króla. 7 sierpnia dotarł do Jana Kazimierza. Skrzetuski dokonał tego czynu dzięki doświadczeniu, kondycji fizycznej, znajomości mowy ruskiej i obyczajów kozackich. Powiadomił króla, że obrońcom starczy żywności tylko na sześć dni.
Kanclerz podarował Skrzetuskiemu konia z rzędem, 100 dukatów i szaty. Król obiecał mu też jeden z najbliższych wakansów. Prawdopodobnie miał na myśli jakąś godność powiatową, niewielką królewszczyznę lub starostwo, jednak Skrzetuski nigdy o nie nie zabiegał i nic nie wskazuje, by obiecana nagroda kiedykolwiek do niego trafiła. Dzięki swojemu wyczynowi Skrzetuski przeszedł do historii.
Rotmistrz Marek Gdeszyński został postrzelony 15 sierpnia 1649 roku, a niedługo potem zmarł. Po jego śmierci chorągiew przestała istnieć. Skrzetuski został dowódcą niższego szczebla, była to bliżej nieznana „komenda nad Wołoszą”. W 1651 roku Skrzetuski prawdopodobnie walczył pod Beresteczkiem. 29 maja, na miesiąc przed bitwą, wysłany został na zwiady i schwytał pięciu Kozaków, którzy zeznali, że poprzedniego dnia Chmielnicki przebywał w Złoczowie. Następnie brak jakichkolwiek wiadomości o Skrzetuskim przez okres ośmiu lat. Wiesław Majewski przypuszcza, że w latach 1652–1657 „służył jako porucznik jazdy w wojnach z Kozakami, Tatarami, Moskwą i Szwedami”.
Następna wzmianka pochodzi z 1660 roku, kiedy to dywizja Czarnieckiego wróciła ze zwycięskiej wyprawy zamorskiej, podczas której wsparto duńskiego sojusznika. Skrzetuski nazwany został porucznikiem chorągwi lekkiej (tatarskiej) starosty osieckiego Adama Uriela Czarnkowskiego. Dowodził tą jednostką podczas wojen z Carstwem Rosyjskim i Tatarami pod komendą Stefana Czarnieckiego, a później Jana Sobieskiego. W pierwszej połowie maja 1660 roku podczas wojny polsko-rosyjskiej wysłany został z podjazdem przeciwko Chowańskiemu. W okolicach miejscowości Kozierady zdobył nieprzyjacielską chorągiew oraz jeńców. Zdobyte od jeńców informacje pozwoliły Czarnieckiemu ruszyć w kierunku Słonima i zdobyć go. Skrzetuski rozbił oddział rosyjski pod Piaskami, a 17 maja w Wołkowysku chorągiew szlachty białoruskiej dowodzoną przez Hieronima Horskiego. W odwrocie nad Narwią poniósł porażkę. Prawdopodobnie brał również udział w bitwach pod Połonką (28 czerwca) i nad Basią (12 października 1660).
W końcu listopada 1662 roku konfederaci zamordowali swego zwierzchnika hetmana Wincentego Gosiewskiego. Skrzetuski nie uczestniczył w morderstwie, ale w owych wydarzeniach odgrywał wielką rolę, występował jako pułkownik wojsk związkowych. Zbrodnia ta wstrząsnęła opinię publiczną. Jego podkomendni dopuścili się licznych grabieży. Pomimo tego autorytet Skrzetuskiego wzrastał, wkrótce wymieniony został w źródłach jako porucznik chorągwi pancernej. W 1667 roku wymieniony został jako wicerotmistrz. Po śmierci Czarnieckiego Skrzetuski był związany z Sobieskim. Z połowy 1667 roku pochodzi wzmianka, że Skrzetuski przyprowadził kilku jeńców z istotnymi informacjami o przeciwniku.
16 sierpnia 1671 roku Skrzetuski wyróżnił się w bitwie pod Barem, o czym wspomina kilka źródeł. Skrzetuski dowodził kilkuset żołnierzami, natomiast nieprzyjaciel miał ich półtora tysiąca. Pojmał dziewięciu Tatarów i kilku Kozaków. Był cenionym zagończykiem, niezastąpionym w wyszukiwaniu „języka”.
Aż do 1671/1672 roku Skrzetuski służył jako porucznik, ale ze względu na doświadczenie powierzano mu komendę większych zgrupowań kawalerii. W 1672 roku znalazł się w otoczeniu króla, jego znaczenie wzrosło i został rotmistrzem JKM. Otrzymał list przypowiedni na zaciąg chorągwi kozackiej. Formował chorągiew pancerną z obu wielkopolskich województw: kaliskiego i poznańskiego i przygotowywał się do bitwy pod Chocimiem, która rozegrała się 11 listopada 1673. Chorągiew wzięła udział w bitwie, ale prawdopodobnie bez swego dowódcy.
Pomimo swoich zasług oddanych krajowi, a ponadto wyróżniał się długością służby żołnierskiej, nie zrobił jednak wielkiej kariery, nie wszedł w posiadanie intratnych starostw, ani nie otrzymał urzędu ziemskiego.

## Pozwy i wyroki sądowe
Pierwsza wzmianka o Skrzetuskim związana jest z ekscesem. W niedzielę, po świętym Andrzeju, 30 listopada 1634 roku, spędzał czas w jednej z chwastowskich (Chwastów – Nowy Wereszczyn) gospód z Pobiatyńskim, rotmistrzem piechoty królewskiej. W drodze powrotnej na zamek doszło między nimi do bójki, nie wiadomo przez kogo wszczętej; wiadomo tylko, że Skrzetuski „porąbał” swego kompana i „porzucił nie myśląc o pomocy”. Zostawił go półmartwego przy drodze. Pobiatyński wniósł skargę na Skrzetuskiego do sądu grodzkiego we Lwowie.
Następne źródło sądowe datowane jest na 19 maja 1663 roku, kiedy wraz ze swymi żołnierzami otrzymał pozew przed trybunał lubelski za zamordowanie hetmana. 15 czerwca podczas zaocznej rozprawy został skazany na banicję, a jego podkomendni na infamię i karę śmierci. 31 marca 1664 roku ze względu na rekwizycje we wsiach królewskich został pozwany przez trybunał. Skrzetuski przebywał wtedy na froncie moskiewskim, więc nie stawił się w Lublinie. Trybunał wszystkich oskarżonych skazał na wieczną banicję. 12 maja 1666 roku trybunał lubelski skazał Skrzetuskiego i czterech innych oficerów na infamię za rabunki jakich dokonali w grudniu 1665 w miasteczku Bazalia i pobliskich folwarkach.
W 1667 roku próbował siłą zmusić do ślubu podkomorzankę bełską Zofię Zawadzką, która w tydzień po napadzie została żoną Jana Wilczkowskiego, stolnika kijowskiego. 22 sierpnia 1667 została zawarta we Lwowie umowa, na mocy której poszkodowani mieli otrzymać w pieniądzach wynagrodzenie szkód, a Skrzetuski miał dobrowolnie odbyć karę dwutygodniowego więzienia w wieży zamku lwowskiego. W 1668 roku trybunał lubelski skazał go zaocznie na infamię za napad na dom Zofii Zawadzkiej. Pod koniec życia wisiało nad nim kilka wyroków sądowych. Do wykonania kary nie doszło, ponieważ pozostawał pod jurysdykcją hetmańską .

## Legenda
Wyczyn zbaraski Skrzetuskiego przeszedł do historii, był sławiony w utworach poetyckich, listach z frontu i pamiętnikach (m.in. Jakuba Łosia i Samuela Twardowskiego). Bohater był jednak na ogół wymieniany bez imienia, a nazwisko było zniekształcane, dlatego identyfikacja właściwego Skrzetuskiego nie była łatwa. O Mikołaju Skrzetuskim pisał w 1701 roku Kazimierz Ceypler w wierszu poświęconym rodzinie Skrzetuskich. Precyzyjnie jego imię i nazwisko podają źródła sądowe. Nuncjusz papieski Kosma de Torres, nazwał go Rusinem i schizmatykiem Skrzetunowskim. Historyk Wawrzyniec Jan Rudawski pisał w końcu XVII wieku i nazwał go Janem Skrzetuskim, myląc go z sekretarzem królewskim noszącym to imię i nazwisko. Tę wersję przyjął Henryk Sienkiewicz i w ten sposób powstał literacki bohater Ogniem i mieczem – Jan Skrzetuski. W latach 30. XX wieku Olgierd Górka twierdził, że Skrzetuski był prawosławnym Kozakiem. Zygmunt Lasocki na podstawie badań archiwalnych udowodnił, że Skrzetuski miał na imię Mikołaj.